# Lista över världsrekord i friidrott satta 2020
Det här är en lista över världsrekord i friidrott satta 2020.

## Utomhus
| Idrottare                                                                                   | Land           | Gren                              | Rekord   | Tävling                                     | Plats          | Datum            | Gällde till      |
| ------------------------------------------------------------------------------------------- | -------------- | --------------------------------- | -------- | ------------------------------------------- | -------------- | ---------------- | ---------------- |
| Rhonex Kipruto                                                                              | Kenya          | 5 km män                          | 13.18    | 10K Valencia Ibercaja                       | Valencia       | 12 januari 2020  | 16 februari 2020 |
| Rhonex Kipruto                                                                              | Kenya          | 10 km män                         | 26.24    | 10K Valencia Ibercaja                       | Valencia       | 12 januari 2020  | gäller 2022      |
| Armand Duplantis                                                                            | Sverige        | Stavhopp män                      | 6,17     | Copernicus Cup                              | Toruń          | 8 februari 2020  | 15 februari 2020 |
| Armand Duplantis                                                                            | Sverige        | Stavhopp män                      | 6,18     | Indoor Grand Prix Glasgow                   | Glasgow        | 15 februari 0202 | 7 mars 2022      |
| Joshua Cheptegei                                                                            | Uganda         | 5 km män                          | 12.51    | 5 km Herculis                               | Monaco         | 16 februari 2020 | 31 december 2021 |
| Ababel Yeshaneh                                                                             | Etiopien       | Halvmaraton kvinnor (mixat lopp)  | 1:04.31  | Ras Al Khaimah Half Marathon                | Ras Al-Khaimah | 21 februari 2020 | 4 april 2021     |
| Nike Bowerman Track Club: Colleen Quigley, Elise Cranny, Karissa Schweizer, Shelby Houlihan | USA            | 4 x 1 500 m kvinnor               | 16.27,02 | Bowerman TC Intrasquad Meet IV              | Portland       | 31 juli 2020     | gäller 2022      |
| Joshua Cheptegei                                                                            | Uganda         | 5 000 m män                       | 12.35,36 | Herculis                                    | Monaco         | 14 augusti 2020  | gäller 2022      |
| Sifan Hassan                                                                                | Nederländerna  | 1 timme kvinnor                   | 18 930 m | Memorial Van Damme                          | Bryssel        | 4 september 2020 | gäller 2022      |
| Mo Farah                                                                                    | Storbritannien | 1 timme män                       | 21 330 m | Memorial Van Damme                          | Bryssel        | 4 september 2020 | gäller 2022      |
| Peres Jepchirchir                                                                           | Kenya          | Halvmaraton kvinnor (omixat lopp) | 1:05.34  | Prague 21,1 km                              | Prag           | 5 september 2020 | 17 oktober 2020  |
| Joshua Cheptegei                                                                            | Uganda         | 10 000 m män                      | 26.11,00 | NN Valencia World Record Day                | Valencia       | 7 oktober 2020   | gäller 2022      |
| Letesenbet Gidey                                                                            | Etiopien       | 5 000 m kvinnor                   | 14.06,62 | NN Valencia World Record Day                | Valencia       | 7 oktober 2020   | gäller 2022      |
| Peres Jepchirchir                                                                           | Kenya          | Halvmaraton kvinnor (omixat lopp) | 1:05.16  | World Athletics Half Marathon Championships | Gdynia         | 17 oktober 2020  | gäller 2022      |
| Kibiwott Kandie                                                                             | Kenya          | Halvmaraton män                   | 57.32    | Medio Maratón Valencia                      | Valencia       | 6 december 2020  | 21 november 2021 |

## Inomhus
| Idrottare        | Land      | Gren            | Rekord | Tävling                   | Plats   | Datum            | Gällde till      |
| ---------------- | --------- | --------------- | ------ | ------------------------- | ------- | ---------------- | ---------------- |
| Armand Duplantis | Sverige   | Stavhopp män    | 6,17   | Copernicus Cup            | Toruń   | 8 februari 2020  | 15 februari 2020 |
| Armand Duplantis | Sverige   | Stavhopp män    | 6,18   | Indoor Grand Prix Glasgow | Glasgow | 15 februari 0202 | 7 mars 2022      |
| Yulimar Rojas    | Venezuela | Tresteg kvinnor | 15,43  |                           | Madrid  | 21 februari 2020 | 20 mars 2022     |

## U20-inomhusrekord
| Idrottare           | Land      | Gren             | Rekord  | Tävling                               | Plats     | Datum            | Gällde till      |
| ------------------- | --------- | ---------------- | ------- | ------------------------------------- | --------- | ---------------- | ---------------- |
| Jaroslava Mahutjich | Ukraina   | Höjdhopp flickor | 2,01    | Oleksiy Demyanyuk Memorial            | Lviv      | 18 januari 2020  | 31 januari 2020  |
| Jaroslava Mahutjich | Ukraina   | Höjdhopp flickor | 2,02    | Indoor Meeting Karlsruhe              | Karlsruhe | 31 januari 2020  | gäller 2022      |
| Lemlem Hailu        | Etiopien  | 1 500 m flickor  | 4.01,79 | Copernicus Cup                        | Toruń     | 8 februari 2020  | 19 februari 2020 |
| Lemlem Hailu        | Etiopien  | 1 500 m flickor  | 4.01,57 | Meeting Hauts-de-France Pas-de-Calais | Liévin    | 19 februari 2020 | gäller 2022      |
| Sasha Zhoya         | Frankrike | 60 m häck pojkar | 7,34    | Franska juniorinomhusmästerskapen     | Miramas   | 22 februari 2020 | gäller 2022      |